# Benthomangelia gracilispira
Benthomangelia gracilispira é uma espécie de gastrópode do gênero Benthomangelia, pertencente a família Mangeliidae.